# 台東区芸術文化財団
公益財団法人台東区芸術文化財団（こうえきざいだんほうじんたいとうくげいじゅつぶんかざいだん）は、日本の公益財団法人である。事務局は東京都台東区下谷1丁目2-11にある。公益法人制度改革に伴い、2011年4月1日に公益財団法人に移行。

## 管理する施設
- 台東区立書道博物館
- 一葉記念館
- 下町風俗資料館
- 旧東京音楽学校奏楽堂
- 台東リバーサイドスポーツセンター
- 朝倉彫塑館